# Resolutie 1896 Veiligheidsraad Verenigde Naties
Resolutie 1896 van de Veiligheidsraad van de Verenigde Naties werd unaniem door de VN-Veiligheidsraad aangenomen op 30 november 2009 en verlengde het wapenembargo tegen gewapende groepen in Congo-Kinshasa met een jaar.

## Achtergrond
In 1994 braken in de Democratische Republiek Congo etnische onlusten uit die onder meer werden veroorzaakt door de vluchtelingenstroom uit de buurlanden Rwanda en Burundi. In 1997 beëindigden rebellen de lange dictatuur van Mobutu en werd Kabila de nieuwe president. In 1998 escaleerde de burgeroorlog toen andere rebellen Kabila probeerden te verjagen. Zij zagen zich gesteund door Rwanda en Oeganda. Toen hij in 2001 omkwam bij een mislukte staatsgreep werd hij opgevolgd door zijn zoon. Onder buitenlandse druk werd afgesproken verkiezingen te houden die plaatsvonden in 2006 en gewonnen werden door Kabila. Intussen zijn nog steeds rebellen actief in het oosten van Congo en blijft de situatie er gespannen.
In 2003 werd een wapenembargo opgelegd tegen alle gewapende groepen die geen deel uitmaakten van de overheid. Ook werden reisbeperkingen en financiële sancties getroffen tegen diegenen die dit embargo schonden. Daarop werd toegekeken door een groep van experts.

## Inhoud

### Waarnemingen
Oost-Congo, en in het bijzonder de provincies Noord-Kivu, Zuid-Kivu, Ituri en Orientale, werden nog steeds onveilig gemaakt door gewapende groepen en milities. De Veiligheidsraad eiste dat deze groepen, en vooral de Democratische Bevrijdingskrachten van Rwanda (FDLR) en het Verzetsleger van de Heer (LRA), de wapens neerlegden, hun aanvallen op de bevolking staakten en het staakt-het-vuren van 23 maart 2009 respecteerden.
Men was voorts bezorgd om steun die deze gewapende groepen ontvingen van regionale- en internationale netwerken. De samenwerking tussen de landen in het Grote Merengebied om hier een einde aan te maken werd verwelkomd. Doch bleven de mensenrechtenschendingen en de straffeloosheid in het gebied zorgwekkend. Congo werd aangespoord een nultolerantiebeleid te voeren ten aanzien van misdaden van onder meer haar soldaden.

### Handelingen
Het wapenembargo tegen de gewapende groepen werd verlengd tot 30 november 2010. Ook de transport-, reis- en financiële maatregelen werden voor dezelfde periode verlengd. Verder werd ook het mandaat van het 1533-Comité, dat zich bezighield met de uitvoering van deze maatregelen bij de lidstaten, verlengd. De secretaris-generaal werd gevraagd om ook de groep van experts die schendingen van de maatregelen, alsook de illegale ontginning van Congo's bodemrijkdommen, onderzocht met een jaar te verlengen. Voorts werd aangedrongen op procedures voor het beheren van Congo's wapenvoorraden en bodemontginning.

## Verwante resoluties
- Resolutie 1856 Veiligheidsraad Verenigde Naties (2008)
- Resolutie 1857 Veiligheidsraad Verenigde Naties (2008)
- Resolutie 1906 Veiligheidsraad Verenigde Naties
- Resolutie 1925 Veiligheidsraad Verenigde Naties (2010)

Lijst ·  1860 ·  1861 ·  1862 ·  1863 ·  1864 ·  1865 ·  1866 ·  1867 ·  1868 ·  1869 ·  1870 ·  1871 ·  1872 ·  1873 ·  1874 ·  1875 ·  1876 ·  1877 ·  1878 ·  1879 ·  1880 ·  1881 ·  1882 ·  1883 ·  1884 ·  1885 ·  1886 ·  1887 ·  1888 ·  1889 ·  1890 ·  1891 ·  1892 ·  1893 ·  1894 ·  1895 ·  1896 ·  1897 ·  1898 ·  1899 ·  1900 ·  1901 ·  1902 ·  1903 ·  1904 ·  1905 ·  1906 ·  1907